# Serra Preta
Serra Preta là một đô thị thuộc bang Bahia, Brasil. Đô thị này có diện tích 536,892 km², dân số năm 2007 là 17777 người, mật độ 33,1 người/km².